# Кијевчиће
Кијевчиће је насеље у општини Лепосавић на Косову и Метохији. Површина катастарске општине Кијевчиће где је атар насеља износи 438 ha. Припада месној заједници Лепосавић. Ово село је удаљено 7 km источно од Лепосавића. Домаћинства су лоцирана са обе стране пута Лепосавић — Жута Прлина и средњег тока Лепосавске реке, десне притоке Ибра. Средња надморска висина села је 640 метара. Кијевчиће је добило назив по властелину Кијевцу који некада живео на том простору. Назив села је нађен записан у Повељи краља Милутина још 1315. године. У селу постоји црква Светог Илије коју су 1876. године Арбанаси спалили и порушили.

## Демографија
- попис становништва 1948: 190
- попис становништва 1953: 224
- попис становништва 1961: 271
- попис становништва 1971: 266
- попис становништва 1981: 235
- попис становништва 1991: 242

У насељу 2004. године живи 236 становника у 50 домаћинства. Данашњи родови су: Савићи, Вукадиновићи, Обрадовићи, Тодоровићи, Миливојевићи, Вулићевићи, Мартиновићи, Станојевићи, Радосављевићи, Јовановићи.